# Pilosella stenosoma
Pilosella stenosoma — вид квіткових рослин з родини айстрових (Asteraceae). Вид зростає в Європі: Австрія, Польща, Чехія, Італія; це багаторічна рослина помірних біомів.